# Maria Fredro-Boniecka

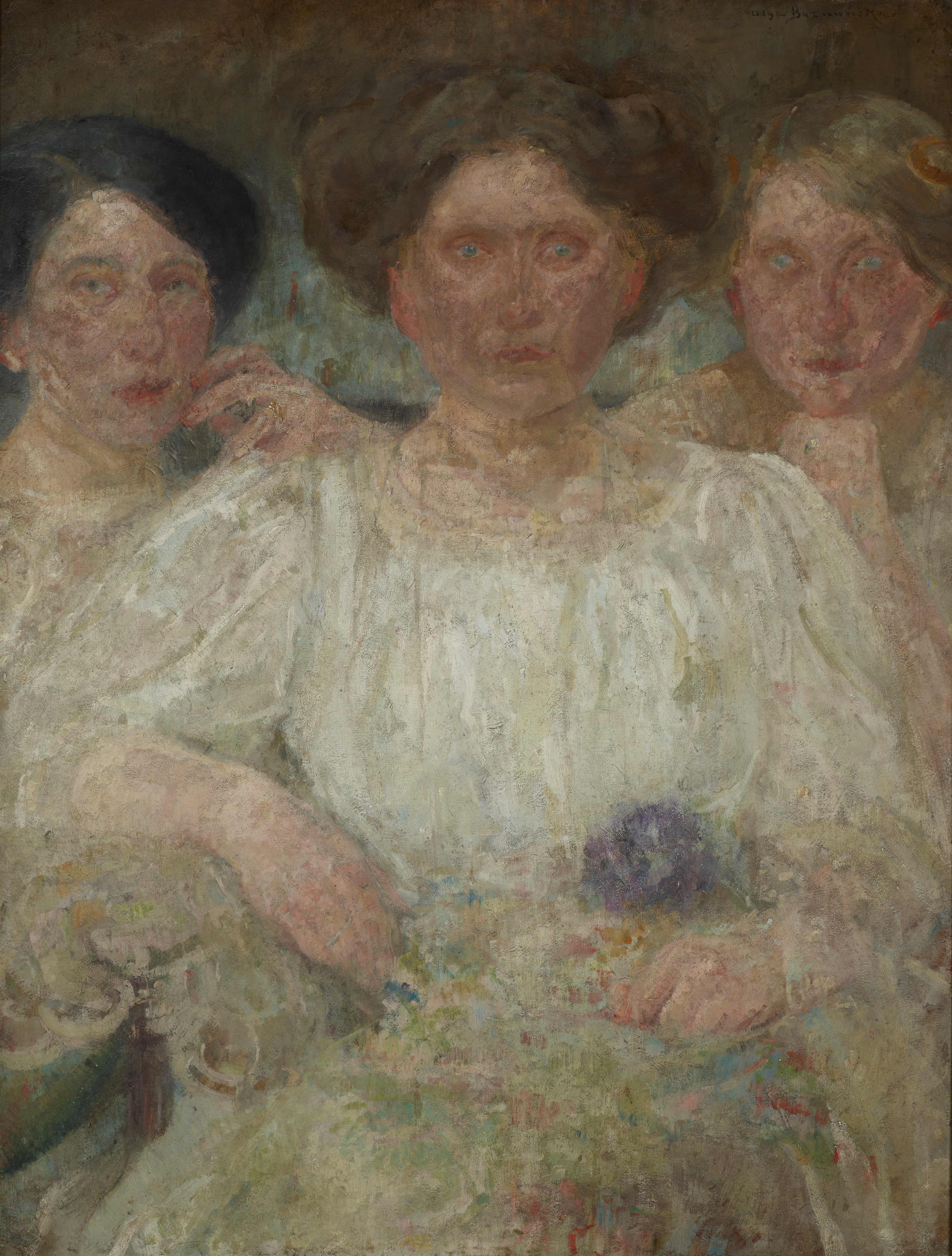
Obraz Olgi Boznańskiej ze zbiorów Muzeum Narodowego w Krakowie przedstawia Marię Fredro-Boniecką, jej siostrę Alicję Halicką, a trzecia z młodych kobiet to prawdopodobnie ich kuzynka, Karola.

Maria Fredro-Boniecka (z domu Rosenblatt, ur. 18 marca 1891 w Krakowie, zm. 30 lipca 1958 w Krynicy) – doktor filozofii, muzealniczka, historyczka sztuki, ekspertka w dziedzinie numizmatyki, wieloletnia kustoszka Muzeum Narodowego w Krakowie, wykładowczyni na Uniwersytecie Jagiellońskim.

## Życiorys

### Dzieciństwo i młodość
Maria urodziła się w bogatej krakowskiej rodzinie pochodzenia żydowskiego. Jej ojciec, Emanuel Rosenblatt, był lekarzem, a matka, o której niewiele wiadomo, pochodziła z Wiednia. Dzięki temu Maria, wraz ze starszą siostrą Alicją, dużo podróżowały w młodości do Wiednia i Tyrolu. Kiedy Maria i Alicja miały zaledwie kilka lat, ich matka zmarła. Ojciec obowiązki rodzicielskie oddelegował na opiekunki, a potem odesłał je do dziadków do Wiednia. Dziewczynki po dłuższym czasie wróciły do Krakowa, ponieważ dziadkowie z trudem znosili dziecięce hałasy i zabawy.
Siostra Marii, Alicja Halicka, artystka malarka, która w 1912 r. wyemigrowała do Paryża, zadedykowała jej swoje wspomnienia Wczoraj, w których Maria jest wielokrotnie wspominana.
Według opinii ekspertów na obrazie zatytułowanym Portret trzech sióstr Olgi Boznańskiej, kobieta na pierwszym planie to Maria Fredro-Boniecka, ciemnowłosa Alicja Halicka znajduje się po lewej stronie, a po prawej prawdopodobnie kuzynka Karola.

### Edukacja
Ojciec nie był zaangażowanym rodzicem, a do tego był konserwatywny i wierzył w tradycyjny podział ról społecznych. Był jednak zdania, że córki powinny otrzymać staranne wykształcenie, ale niechętnie odnosił się do szkół publicznych, bo uważał, że to źródło zarazy i złego towarzystwa. Dlatego siostry Rosenblatt początkowo były nauczane przez guwernantki. Ostatecznie ojciec zgodził się na edukację córek w gimnazjum publicznym, po tym jak Alicja zapisała siebie i siostrę do szkoły bez skonsultowania się z ojcem. W 1909 r. Maria zdała maturę w I Gimnazjum Żeńskim im. Królowej Jadwigi w Krakowie i otrzymała świadectwo maturalne z odznaczeniem.
Maria rozpoczęła studia na Wydziale Filozoficznym Uniwersytetu Jagiellońskiego, gdzie uczyła się filozofii, psychologii eksperymentalnej, estetyki, filozofii i historii sztuki. Mimo tego, że nigdy na dłużej nie wyjeżdżała z Krakowa, Maria dużo podróżowała, również podczas studiów, kiedy zdobywała wiedzę na zagranicznych uczelniach, m.in. w Wiedniu w czasie kiedy Uniwersytet Jagielloński był zamknięty z powodu wybuchu I wojny światowej czy też odwiedzając swoją siostrę w Paryżu. Po powrocie do Krakowa w 1916 r. uzyskała tytuł doktora. Jej praca doktorska poświęcona tematowi z pogranicza sztuki i psychologii, dowodziła, że nasze widzenie głębi jest zależne od barw. Maria po otrzymaniu tytułu doktora nadal rozwijała swoją wiedzę na uniwersytecie, tym razem uczęszczając na zajęcia z archeologii. W 1917 r. pogłębiała wiedzę z archeologii również w Lozannie, gdzie uczyła się archeologii ogólnej, archeologii klasycznej i wiedzy o sztuce. W 1919 r. kiedy wróciła do Krakowa rozpoczęła studia na Wydziale Prawa i odbyła letnie praktyki w muzeum, które zmieniły jej kierunek dalszego rozwoju.

### Praca przed II wojną światową
Po odbyciu letnich praktyk w muzeum Maria przerwała studia prawnicze po pierwszym semestrze i rozpoczęła pracę w Muzeum Czartoryskich na stanowisku bibliotekarsko-muzealnym. Maria podjęła pracę na stanowisku bibliotekarki w dziale starodruków, rękopisów oraz dokumentów w oddziale imienia Czapskich Muzeum Narodowego w Krakowie. Równocześnie pełniła funkcję zastępczyni kustosza. Pod nadzorem Adama Wolańskiego poszerzała swoją wiedzę i umiejętności w obszarze numizmatyki i sfragistyki. Ich współpraca skupiała się na opisywaniu i katalogowaniu kolekcji monet, pieczęci oraz medali. W 1921 poślubiła Aleksandra Fredro-Bonieckiego, urzędnika państwowego i w późniejszych latach działacza Polskiego Związku Narciarskiego. Po śmierci Wolańskiego, w 1931 r. Maria, przejmując jego obowiązki kontynuowała pracę w oddziale imienia Czapskich. Jednym z jej pierwszych samodzielnych działań była zmiana ekspozycji gemm z kolekcji gliptyki. Maria do przygotowania zbioru najcenniejszych w Polsce gemm autorstwa Konstantego Schmidta-Ciążyńskiego wykorzystała doświadczenia zdobyte wcześniej z opracowywania analogicznych wystaw w Paryżu, Wiedniu czy Florencji.

### Okres II wojny światowej
Okres II wojny światowej był dla Marii bardzo trudnym doświadczeniem, ponieważ została zwolniona z Muzeum Narodowego wskutek rozporządzenia o niearyjskim pochodzeniu. Została nim objęta mimo przejścia na katolicyzm w 1919 r. w Paryżu i małżeństwa z Aleksandrem Fredro-Bonieckim. Przyjęcie nazwiska męża pomogło jej kiedy musiała ukrywać się w Krakowie przed hitlerowcami. W tym czasie niemożliwe było kontynuowanie działalności naukowej. Maria utrzymywała się dzięki udzielaniu lekcji francuskiego, angielskiego i niemieckiego.

### Praca i działalność naukowa po II wojnie światowej
Po trudnym dla Marii okresie wojny, od razu po jej zakończeniu, podjęła ponownie obowiązki w Muzeum w roli kustoszki i kierowniczki nadzorującej działy: numizmatyczno-sfragistycznego oraz starodruków i rękopisów. Od roku 1950 była aktywna jako wykładowczyni, współpracując z komisją Historii Sztuki przy Polskiej Akademii Umiejętności. W 1952 r. prowadziła również wykłady z dziedziny numizmatyki, medalografii oraz seminarium na Uniwersytecie Jagiellońskim.
Maria poza działalnością ściśle muzealną i naukową, angażowała się także w propagowanie zainteresowania numizmatyką i rozwojem szeroko pojętej działalności muzealnej. Przez okres czterech lat w audycjach Polskiego Radia w Krakowie prezentowała tematy związane między innymi z medalami upamiętniającymi Tadeusza Kościuszkę, historycznymi medalami Krakowa, wystawami monet i medali w Muzeum Czapskich oraz estetyką.
Maria w latach 1922–1939 była członkinią Związku Bibliotekarzy Polskich, a po wojnie Polskiego Towarzystwa Numizmatycznego w Krakowie, późniejszego Polskiego Towarzystwa Archeologicznego, Stowarzyszenia Historyków Sztuki, a od 1939 roku była członkinią-korespondentką rumuńskiego Towarzystwa Numizmatycznego w Bukareszcie. W wyniku działalności naukowo-badawczej opublikowała szereg prac, głównie z obszaru numizmatyki, a także kilka tłumaczeń z innych języków o tematyce historycznej.
Około 1955 roku rozpoczął się proces nadania Marii Fredro-Bonieckiej tytułu docenta. Karol Estreicher, prawdopodobnie inicjator nadania docenta dr Marii Bonieckiej, w jej Ocenie kwalifikacji zawodowych i naukowych napisał:
W Krakowie dr Boniecka jest właściwie jedyną znawczynią na polu numizmatyki polskiej, a jej prace ujawniają wielką erudycję, znajomość przedmiotu i praktyczne doświadczenie w zakresie zwłaszcza numizmatyki i medalografii.
Profesor Marian Gumowski dodał w Ocenie, że:
Numizmatyka jest dziedziną, która zwykle skupia amatorów i zbieraczy, podczas gdy brakuje osób traktujących ją naukowo, a Boniecka jest w tym wyjątkiem.
7 czerwca 1958 roku Centralna Komisja Kwalifikacyjna dla Pracowników Nauki pozytywnie zaopiniowała wniosek o nadanie tytułu docenta dr Marii Fredro-Bonieckiej, który 13 czerwca 1958 roku został zatwierdzony przez Ministra Kultury i Sztuki. Maria zmarła w Krynicy 30 lipca 1958 roku w wieku 64 lat po długiej i ciężkiej chorobie. Prawdopodobnie Maria z uwagi na nagłą śmierć nie zdążyła otrzymać informacji o wniosku nadającym jej tytuł docenta.
Praca naukowa dr Marii Fredro-Bonieckiej była zawsze doceniana. Była ona największą specjalistką od numizmatyki w Krakowie w połowie XX wieku, a możliwe, że nawet w Polsce. Jej opracowania do dzisiaj służą historykom.
Z relacji pracowniczych wynika również, że Maria miała trudny charakter, który powodował konflikty z jej pracownikami. W Charakterystyce wystawionej przez Muzeum w 1955 roku znajduje się informacja, że Maria jest zdolna, pracowita, o dużych wiadomościach fachowych, ma temperament wybuchowy, co prowadzi do nieporozumień z pracownikami. Chociaż Maria została zapamiętana przez pracowników Muzeum jako osoba władcza, ambitna i niesympatyczna, to zdaniem Ewy Chudoby i Anny Smywińska-Pohl, autorek publikacji dotyczącej pierwszych filozofek na Uniwersytecie Jagiellońskim, mógł być to sposób na wywalczenie sobie pozycji w świecie zdominowanym przez mężczyzn.

## Publikacje
- Podobizny Jana Kochanowskiego w krakowskich zbiorach graficznych, „Silva Rerum” 1930, z. 4/7.
- Nowe nabytki Muzeum Narodowego – wykopalisko z Podzagacia, wykopalisko z Topczewa, wykopalisko k. Skał Twardowskiego w Zakrzówku.
- Znalezisko monet ze Świdowca.
- Monety ze Stryszawy.
- Wystawa współczesnych medalierów belgijskich w Krakowie, „Wiadomości Numizmatyczno-Archeologiczne” 1935, t. 17 [s.n.].
- Skarb z ulicy Floriańskiej w Krakowie, „Wiadomości Numizmatyczno-Archeologiczne” 1936, t. 18 [s.n].
- Wykopalisko monet w Żarkach.
- Gemmy z podpisami artystów w Muzeum Narodowym w Krakowie, „Wiadomości Numizmatyczno-Archeologiczne” 1938/1939, t. 20.
- Konserwacja numizmatów.
- Sprawa obsadzenia katedry malarstwa po śmierci Smuglewicza w 1807 roku.
- Rustem i Chodkiewicz.
- Gliptyka.
- Korespondencje do rumuńskich „Cronica numismat e archeolog”.
- Konstanty Laszczka – Medalier, Wydawnictwo „Arkady”, Warszawa 1959.
- Medale Krakowskie od roku 1597.
- Dzieła medalierskie ku czci Mickiewicza, „Wiadomości Numizmatyczne” 1957, t. 1, nr 2, s. 49–71
- Brakteaty Inoworocławskie.
- Nieznane listy Andrzeja Jełowickiego.
- Monety polskie w Muzeum Narodowym.
- Korespondencja Smuglewicza z Chodkiewiczem[11][8].